# Quentin Tarantino
Quentin Jerome Tarantino (n. 27 martie 1963, Knoxville, Tennessee, Statele Unite ale Americii) este un regizor de film, scenarist, producător și actor american. Cele mai cunoscute creații ale sale sunt Reservoir Dogs (1992), Pulp Fiction (1994), Jackie Brown (1994), Kill Bill Vol. 1 (2003), Kill Bill Vol. 2 (2004), Death Proof (2007), Inglourious Basterds (Ticăloși fără glorie, 2009). Filmele realizate de Tarantino i-au adus acestuia premii la Oscar, Globul de Aur, BAFTA și Palme d'Or. În 2007, Total Film l-a clasat pe locul 12 în topul celor mai buni regizori din toate timpurile.

## Filmografie

### Regizor
- Profesioniștii crimei (1992)
- Pulp Fiction (1994)
- Jackie Brown (1997)
- Kill Bill: Volumul 1 (2003)
- Kill Bill: Volumul 2 (2004)
- Planeta terorii (2007)
- Mașina morții (2007)
- Ticăloși fără glorie (2009)
- Django dezlănțuit (2012)
- Cei 8 odioși (2015)
- A fost odată la Hollywood (2019)

### Actor
- Desperado (1995)
- Django Unchained/Django dezlănțuit  (2012)
- Four Rooms - The man from Hollywood (1995)
- Reservoir Dogs (1992)
- Pulp Fiction (1994)

## Colaborări frecvente
| Actor             | My Best Friend's Birthday | Reservoir Dogs | Pulp Fiction | Four Rooms | Jackie Brown | Kill Bill | Death Proof | Inglourious Basterds | Django Unchained | Cei 8 odioși | A fost odată la Hollywood | Total |
| ----------------- | ------------------------- | -------------- | ------------ | ---------- | ------------ | --------- | ----------- | -------------------- | ---------------- | ------------ | ------------------------- | ----- |
| Michael Bacall    |                           |                |              |            |              |           | Da          | Da                   | Da               |              |                           | 3     |
| Zoë Bell          |                           |                |              |            |              | Da        | Da          | Da                   | Da               | Da           | Da                        | 6     |
| Michael Bowen     |                           |                |              |            | Da           | Da        |             |                      | Da               |              |                           | 3     |
| Steve Buscemi     |                           | Da             | Da           |            |              |           |             |                      |                  |              |                           | 2     |
| Paul Calderón     |                           |                | Da           | Da         |              |           |             |                      |                  |              |                           | 2     |
| Laura Cayouette   |                           |                |              |            |              | Da        |             |                      | Da               |              |                           | 2     |
| Omar Doom         |                           |                |              |            |              |           | Da          | Da                   |                  |              | Da                        | 3     |
| Julie Dreyfus     |                           |                |              |            |              | Da        |             | Da                   |                  |              |                           | 2     |
| Kathy Griffin     |                           |                | Da           | Da         |              |           |             |                      |                  |              |                           | 2     |
| Sid Haig          |                           |                |              |            | Da           | Da        |             |                      |                  |              |                           | 2     |
| Craig Hamann      | Da                        | Da             |              |            |              |           |             |                      |                  |              |                           | 2     |
| Brenda Hillhouse  | Da                        |                | Da           |            |              |           |             |                      |                  |              |                           | 2     |
| Samuel L. Jackson |                           |                | Da           |            | Da           | Da        |             | Da                   | Da               | Da           |                           | 6     |
| Linda Kaye        | Da                        | Da             | Da           |            |              |           |             |                      |                  |              |                           | 3     |
| Helen Kim         |                           |                |              |            |              | Da        | Da          |                      |                  |              |                           | 2     |
| Harvey Keitel     |                           | Da             | Da           |            |              |           |             | Da                   |                  |              |                           | 3     |
| Jonathan Loughran |                           |                |              |            |              | Da        | Da          |                      |                  |              |                           | 2     |
| Michael Madsen    |                           | Da             |              |            |              | Da        |             |                      |                  | Da           | Da                        | 4     |
| James Parks       |                           |                |              |            |              | Da        | Da          |                      | Da               |              |                           | 3     |
| Michael Parks     |                           |                |              |            |              | Da        | Da          |                      | Da               |              |                           | 3     |
| Stevo Polyi       | Da                        | Da             |              |            |              | Da        |             |                      |                  |              |                           | 3     |
| Tina Rodriguez    |                           |                |              |            |              |           | Da          | Da                   |                  |              |                           | 2     |
| Eli Roth          |                           |                |              |            |              |           | Da          | Da                   |                  |              |                           | 2     |
| Tim Roth          |                           | Da             | Da           | Da         |              |           |             |                      |                  | Da           |                           | 4     |
| Shana Stein       |                           |                |              |            |              | Da        |             |                      | Da               |              |                           | 2     |
| David Steen       |                           | Da             |              |            |              |           |             |                      | Da               |              |                           | 2     |
| Bo Svenson        |                           |                |              |            |              | Da        |             | Da                   |                  |              |                           | 2     |
| Uma Thurman       |                           |                | Da           |            |              | Da        |             |                      |                  |              |                           | 2     |
| Rich Turner       | Da                        | Da             | Da           |            |              |           |             |                      |                  |              |                           | 3     |
| Rowland Wafford   | Da                        | Da             |              |            |              |           |             |                      |                  |              |                           | 2     |
| Christoph Waltz   |                           |                |              |            |              |           |             | Da                   | Da               |              |                           | 2     |
| Kurt Russell      |                           |                |              |            |              |           | Da          |                      |                  | Da           | Da                        | 3     |
| Bruce Willis      |                           |                | Da           | Da         |              |           |             |                      |                  |              |                           | 2     |
| Brad Pitt         |                           |                |              |            |              |           |             | Da                   |                  |              | Da                        | 2     |
| Leonardo DiCapro  |                           |                |              |            |              |           |             |                      | Da               |              | Da                        | 2     |
| Bruce Dern        |                           |                |              |            |              |           |             |                      | Da               | Da           | Da                        | 3     |
| Craig Stark       |                           |                |              |            |              |           |             |                      | Da               | Da           | Da                        | 3     |
| James Remar       |                           |                |              |            |              |           |             |                      | Da               |              | Da                        | 2     |

## Premii

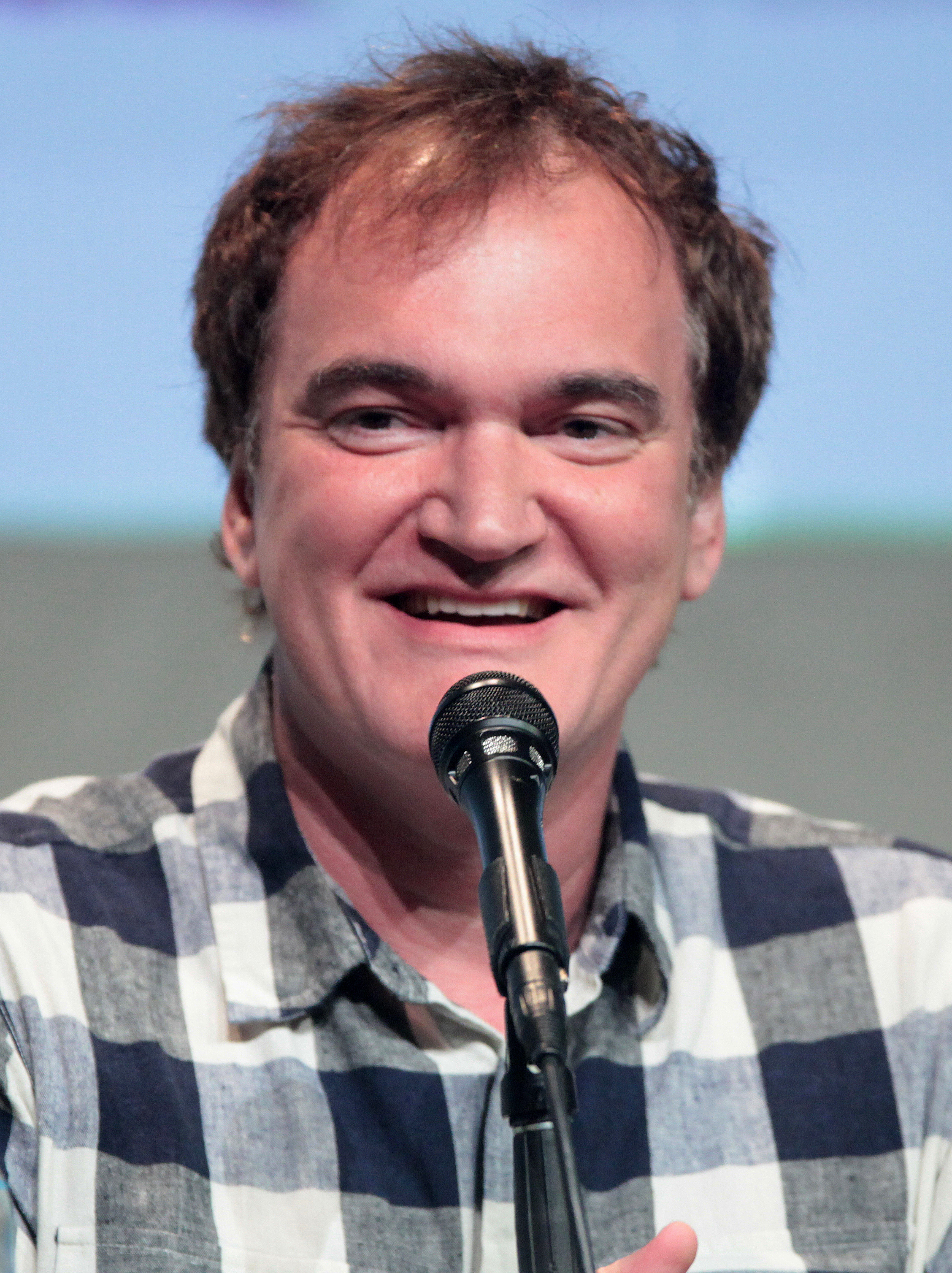

| An   | Premiu                                               | Categorie                                          | Recipient            | Rezultat     |
| ---- | ---------------------------------------------------- | -------------------------------------------------- | -------------------- | ------------ |
| 1992 | Sundance Film Festival                               | Grand Jury Prize Dramatic                          | Reservoir Dogs       | Nominalizare |
| 1992 | Independent Spirit Award                             | Best Director                                      | Reservoir Dogs       | Nominalizare |
| 1994 | Independent Spirit Award                             | Best Director                                      | Pulp Fiction         | Câștigat     |
| 1994 | Independent Spirit Award                             | Best Screenplay                                    | Pulp Fiction         | Câștigat     |
| 1994 | Cannes Film Festival                                 | Palme d'Or                                         | Pulp Fiction         | Câștigat     |
| 1995 | Academy Awards                                       | Best Director                                      | Pulp Fiction         | Nominalizare |
| 1995 | Academy Awards                                       | Best Writing (Original Screenplay)                 | Pulp Fiction         | Câștigat     |
| 1995 | BAFTA Awards                                         | Best Direction                                     | Pulp Fiction         | Nominalizare |
| 1995 | BAFTA Awards                                         | Best Original Screenplay                           | Pulp Fiction         | Câștigat     |
| 1995 | Golden Globe Awards                                  | Best Screenplay                                    | Pulp Fiction         | Câștigat     |
| 1995 | Golden Globe Awards                                  | Best Director                                      | Pulp Fiction         | Nominalizare |
| 2004 | Saturn Awards                                        | Best Director                                      | Kill Bill Volume 1   | Nominalizare |
| 2004 | Saturn Awards                                        | Best Writing                                       | Kill Bill Volume 1   | Nominalizare |
| 2004 | Satellite Award                                      | Best Original Screenplay                           | Kill Bill Volume 1   | Nominalizare |
| 2005 | Saturn Awards                                        | Best Director                                      | Kill Bill Volume 2   | Nominalizare |
| 2005 | Saturn Awards                                        | Best Writing                                       | Kill Bill Volume 2   | Nominalizare |
| 2007 | Cannes Film Festival                                 | Palme d'Or                                         | Death Proof          | Nominalizare |
| 2008 | Golden Raspberry Awards                              | Worst Prequel, Remake, Rip-off or Sequel           | Hostel: Part II      | Nominalizare |
| 2009 | Cannes Film Festival                                 | Palme d'Or                                         | Inglourious Basterds | Nominalizare |
| 2010 | Academy Awards                                       | Best Director                                      | Inglourious Basterds | Nominalizare |
| 2010 | Academy Awards                                       | Best Writing (Original Screenplay)                 | Inglourious Basterds | Nominalizare |
| 2010 | BAFTA Awards                                         | Best Direction                                     | Inglourious Basterds | Nominalizare |
| 2010 | BAFTA Awards                                         | Best Original Screenplay                           | Inglourious Basterds | Nominalizare |
| 2010 | Broadcast Film Critics Association Awards            | Critics' Choice Award for Best Original Screenplay | Inglourious Basterds | Câștigat     |
| 2010 | Broadcast Film Critics Association Awards            | Critics' Choice Award for Best Director            | Inglourious Basterds | Nominalizare |
| 2010 | Golden Globe Awards                                  | Best Screenplay                                    | Inglourious Basterds | Nominalizare |
| 2010 | Golden Globe Awards                                  | Best Director                                      | Inglourious Basterds | Nominalizare |
| 2012 | Hollywood Film Festival                              | Screenwriter of the Year                           | Django Unchained     | Câștigat     |
| 2012 | San Diego Film Critics Society Awards                | Best Original Screenplay                           | Django Unchained     | Nominalizare |
| 2012 | Washington D.C. Area Film Critics Association Awards | Best Original Screenplay                           | Django Unchained     | Nominalizare |
| 2013 | Academy Awards                                       | Best Writing (Original Screenplay)                 | Django Unchained     | Câștigat     |
| 2013 | BAFTA Awards                                         | Best Original Screenplay                           | Django Unchained     | Câștigat     |
| 2013 | BAFTA Awards                                         | Best Direction                                     | Django Unchained     | Nominalizare |
| 2013 | Broadcast Film Critics Association Awards            | Critics' Choice Award for Best Original Screenplay | Django Unchained     | Câștigat     |
| 2013 | Golden Globe Awards                                  | Best Screenplay                                    | Django Unchained     | Câștigat     |
| 2013 | Golden Globe Awards                                  | Best Director                                      | Django Unchained     | Nominalizare |